# Ernesto Mayz Vallenilla
Ernesto Mayz Vallenilla (Maracaibo, Venezuela, 3 de septiembre de 1925-Caracas, id.; 21 de diciembre de 2015) fue un filósofo y profesor universitario venezolano, rector fundador y «jardinero honorario» de la Universidad Simón Bolívar.

## Biografía
Hijo de Maximiano Mayz Guruceaga y Lucina Vallenilla Moreno, estuvo casado con Lucía Wallis de la Plaza con quien tuvo cuatro hijos, Liliana Mayz Wallis, Leonor Mayz Wallis, Javier Mayz Wallis e Ignacio Ernesto Mayz Wallis.
Tenía ancestros vascos. Estudió bachillerato en el Liceo de Aplicación, el Liceo Fermín Toro y se graduó de bachiller en el Liceo Andrés Bello, todos ellos en Caracas. Se graduó en Filosofía y Literatura en la Universidad Central de Venezuela (UCV), en la primera promoción de la Facultad de Filosofía y Letras en el año 1950, donde obtuvo luego su doctorado en Filosofía. Hizo su postgrado en las universidades alemanas de Gotinga, Friburgo y Múnich, llegando a ser alumno de Martin Heidegger. 
Fue profesor de la Universidad Central de Venezuela (UCV) y rector fundador de la Universidad Simón Bolívar (USB). Mayz Vallenilla es autor de la letra del himno de la USB Canción del Nuevo Mundo, con música de Alberto Grau. Ocupó también los cargos de director de la Escuela de Filosofía y Letras de la UCV y director del Centro Interdisciplinario de Investigaciones Teóricas del IDEA. Fue miembro fundador del directorio del Consejo Nacional de Investigaciones Científicas y Tecnológicas.
Entre sus publicaciones la Ontología del Conocimiento, editada en 1960, es el primer intento, que a nivel mundial se hizo de una investigación ontológica-existenciaria del conocimiento, basada en el pensamiento de Martin Heidegger. Antes que una mera exégesis, tiene más bien el sentido de un esfuerzo hermenéutico. Son notables sus teorías sobre la razón técnica que se muestran en su libro Esbozo de una crítica de la razón técnica de 1974.
En enero del año 1995 en la Universidad Simón Bolívar, se le otorgó el título de "jardinero de la universidad" en la celebración del 25 aniversario de inicio de actividades académicas. El acto central fue presidido por el rector Freddy Malpica y el discurso estuvo a cargo del presidente Rafael Caldera. Esta distinción se realizó debido a la solicitud realizada por la división de Ciencias Sociales y Humanidades. Luego el 22 de septiembre del año 2005 fue ratificado este título.

En 1999 fue miembro de la Comisión Presidencial Constituyente que precedió a la Asamblea Nacional Constituyente convocada por el presidente Hugo Chávez que derivó en la Constitución que fundó la República Bolivariana de Venezuela. En 2001, en una reseña de la agencia EFE divulgada por El Nuevo Herald, a propósito de un comunicado emitido por 5 de los a 12 miembros de aquella comisión, Mayz Vallenilla se mostró profundamente crítico con el rumbo de la denominada revolución bolivariana.
“No es posible que quienes formamos la Constituyente no cumplamos con nuestro deber moral y advirtamos sobre la catástrofe, la debacle inminente”.
Señaló, y alertó sobre “la constante confrontación de Chávez con todos los sectores nacionales”, que “conduce al país hacia la anarquía”. En aquel comunicado, Mayz Vallenilla, Ángela Zago, Jorge Olavarría, Oswaldo Álvarez Paz y Tulio Álvarez se desligaron del “proceso revolucionario” y aseguraron ya no tener relación con el presidente Hugo Chávez; expresaron que no podrían ser acusados “por no exigirle un cambio radical en su estilo de gobernar, para evitar la refundación de la democracia venezolana”. Debido a su visión del ser latinoamericano y a su pensamiento en torno a la Técnica, culmina generando su propuesta del Logos Meta-técnico. Lo que llevó a que en el año 2001 la Sociedad Argentina de Filosofía considera a Mayz Vallenilla como el más destacado filósofo latinoamericano del siglo XX.

## Estudios realizados
Entre lo estudios realizados por Mayz Vallenilla se destacan:
- Estudios de Secundaria en el Liceo Aplicación.
- Estudios de Secundaria en el Liceo Fermín Toro.
- Estudios de Secundaria en el Liceo Andrés Bello.
- Estudios de Pregrado en la Universidad Central de Venezuela. Donde obtuvo el título de Licenciado en Filosofía y Letras, mención Filosofía en el año 1950.[11]
- Estudios de Postgrado en las Universidades de Göttingen y Freiburg, Alemania. Donde obtuvo la especialización en filosofía entre los años 1950 y 1952.[11]
- Estudios Doctorales en la Universidad Central de Venezuela. Donde obtuvo el título de Doctor en Filosofía y Letras en el año 1954.[11]
- Estudios de Postgrado en la Universidad de München, Alemania, Donde obtuvo la especialización en filosofía entre los años 1960-1962.[11]

## Cargos ocupados
A lo largo de su vida Ernesto Mayz Vallenilla ocupó numerosos cargos de trabajo, tanto en el ámbito docente como el administrativo. Además recibió invitaciones por parte de diferentes universidades en el extranjero.

### Cargos docentes[12]
- Entre 1947 y 1950 - Ayudante de Seminarios en la Facultad de Filosofía y Letras de la Universidad Central de Venezuela.
- Entre 1949 y 1950 - Profesor de Filosofía en el Preuniversitario del Liceo Andrés Bello.
- Entre 1953 y 1969 - Profesor Titular de la Cátedra de Teoría del Conocimiento en la Facultad de Humanidades y Educación de la Universidad Central de Venezuela.
- Entre 1953 y 1969 - Profesor del Seminario de Filosofía en la Facultad de Humanidades y Educación de la Universidad Central de Venezuela.
- Entre 1955 y 1969 - Profesor Titular de la Cátedra de Filosofía Contemporánea en la Facultad de Humanidades y Educación de la Universidad Central de Venezuela.
- Entre 1955 y 1959 - Profesor de la Cátedra de Humanidades II en la Facultad de Ingeniería de la Universidad Central de Venezuela.
- Entre 1963 y 1968 - Profesor del Seminario de Filosofía Universitaria en la Facultad de Derecho de la Universidad Central de Venezuela.
- Entre 1985 y 2000 - Profesor Titular del Instituto de Estudios Avanzados (IDEA).

### Cargos académicos-administrativos[13]
- Entre 1953 y 1957 - Secretario del Instituto de Filosofía de la Universidad Central de Venezuela.
- Entre 1955 y 1957 - Director del Departamento de Gnoseología y Filosofía de las Ciencias del Instituto de Filosofía de la Universidad Central de Venezuela.
- Entre 1958 y 1959 - Vocal de la Comisión Rectoral Universitaria, Universidad Central de Venezuela. En la cual se elaboró el “Estatuto Universitario” que sirvió de base a la nueva “Ley de Universidades” del país, .
- Entre 1958 y 1968 - Director de la Escuela de Filosofía y Letras de la Universidad Central de Venezuela.
- Entre 1958 y 1968 - Director del Departamento de Estudios Filosóficos Generales del Instituto de Filosofía de la Universidad Central de Venezuela.
- Entre 1958 y 1960 - Secretario de la Comisión Humanística del Consejo de Desarrollo Científico y Humanístico de la Universidad Central de Venezuela.
- En 1958 - Miembro de la Comisión Organizadora del Instituto de Estudios Políticos, Facultad de Derecho de la Universidad Central de Venezuela.
- En 1959 - Miembro de la Directiva de la Fundación de Cultura Universitaria de la Universidad Central de Venezuela.
- Entre 1969 y 1972 - Miembro Fundador y miembro del Directorio del Consejo Nacional de Investigaciones Científicas y Tecnológicas (CONICIT), en el cual fue reelecto para el período 1972-1975.
- Entre 1969 y 1979 - Rector-Fundador de la Universidad Simón Bolívar.
- Entre 1969 y 1979 - Miembro del Comité Interministerial de Asesoramiento (CIMA) del Instituto de Altos Estudios de la Defensa Nacional (IAEDEN).
- Entre 1993 y 2000 - Director del Centro Interdisciplinario de Investigaciones Teóricas (CENIT) del Instituto de Estudios Avanzados (IDEA).
- En 1996 - Profesor Titular de la Cátedra Unesco de Filosofía.

### Invitaciones de otras universidades[14]
- En 1957 - Universidad de Buenos Aires, Argentina.
- En 1957 - Universidad Nacional Autónoma de México.
- Entre 1957 y 1959 - Universidad de Puerto Rico, en Río Piedras.
- En 1957 - Universidad de Veracruz de México.
- En 1959 - Universidad de San Salvador.
- En 1959 - Universidad de Concepción, Chile.

Además ha dictado conferencias, como Profesor Invitado, en las Universidades venezolanas del Zulia, Carabobo, Centro Occidental, Andrés Bello y Los Andes; Y también en las Universidad de Buenos Aires y Córdoba, Argentina; Mainz, Alemania; Lovaina, Bélgica.

## Eventos internacionales
A lo largo de su carrera Mayz Vallenilla participó en diferentes eventos a nivel internacional, algunos de los más destacados son:
- En 1956 fue a Krefeld, Alemania donde participó en el "III Coloquio Internacional de Fenomenología".
- En 1957 fue a Francia donde participó en el "Coloquio de Rouayomont".
- En 1958 fue a Venecia donde participó en el "XII Congreso Internacional de Filosofía".
- En 1965 vuelve a Alemania y va a las ciudades Bonn y Düsseldorf donde participó en el "II Congreso Internacional Kantiano".
- En los años 1956, 1957, 1963 y 1967 participó en los "Congresos de la Sociedad Interamericana de Filosofía", los cuales fueron celebrados en Lima, Washington, México y Quebec respectivamente.
- En 1975 y 1978 Participó como Presidente de las ediciones IX y X del "Congreso Interamericano de Filosofía", los cuales fueron celebrados en Caracas y la ciudad de Tallahassee respectivamente.
- En 1978 fue Presidente de la "VII de la Sociedad Interamericana de Filosofía" en Tallahassee.
- En 1959 asistió a Buenos Aires, Argentina a la "Reunión de Rectores de las Universidades Democráticas Latinoamericanas".
- En 1970 asistió como ponente invitado al "II Coloquio Científico de Ultramar" el cual fue organizado por la Conferencia de Rectores de Alemania.
- En 1988 fue a Brighton, Inglaterra asistió al "XVIII Congreso Mundial de Filosofía" donde participó como ponente de la IV Sesión Plenaria.
- En 1992 fue a Nápoles, Italia donde participó en el "Seminario sobre Filosofía Contemporánea" del Instituto Italiano per gli Studi Filosofici.
- En 2001 fue a Córdoba, Argentina donde participó en el "Congreso de Filosofía" realizado por la Sociedad Argentina de Filosofía y el Instituto Argentino- Germano de Filosofía y Humanidades.

## Distinciones
A lo largo de su trayectoria obtuvo gran cantidad de títulos y méritos. Sin embargo, no mostró interés por ningún mérito académico institucional como lo son "Doctor Honoris Causa" y "Profesor Emérito" en la Universidad Simón Bolívar, en esta institución solo aceptó el título de "Jardinero de la Universidad". Entre las distinciones obtenidas por Mayz Vallenilla se encuentran:
- Entre 1956 y 1980 fue Presidente Fundador del Colegio de Humanistas de Venezuela en Caracas.
- Entre 1962 y 1980 fue Presidente Fundador de la Sociedad Venezolana de Filosofía.
- En 1976 se convirtió en Miembro de la Academia Nacional de Ciencias de Buenos Aires, en Argentina.
- Entre 1977 y 1982 fue Presidente de la Sociedad Interamericana de Filosofía (SIF).
- Entre 1983 y 1994 fue miembro del Comité Directivo de la Federación Internacional de Sociedades de Filosofía (FISP).
- En 1985 se convirtió en Miembro del Instituto de Filosofía de París, Francia.
- En 1985 se convirtió en Miembro de la Société Européenne de Culture de Italia.
- En 1985 se convirtió en Miembro de la Kant-Gessellschaft de Alemania.
- En 1985 se convirtió en Miembro de la Gottfried Wilhelm Leibniz-Gessellschaft de Alemania.
- Fue miembro del Consejo de Redacción de la Revista Internacional de Filosofía Man and World.
- Fue Editor Consultor de la Revista The Journal of value enquiry. Kluwer Academics Publishers, The Netherlands en Los Países Bajos.
- Por Decreto presidencial (N.º 1.523) del 21 de noviembre de 1973 fue miembro del Consejo General de la Fundación “La Casa de Bello”.
- En enero de 1995 recibió el título de Jardinero de la Universidad Simón Bolívar.[5]

## Obras publicadas
Su obra incluye más de cuarenta títulos publicados entre 1949 y 1999, y entre las cuales se encuentran:
- La idea de la estructura psíquica en Dilthey. Caracas: Universidad Central de Venezuela, 1949.
- Formas e ideales de la enseñanza universitaria en Alemania. Caracas: Asociación Cultural Humboldt, 1953.
- Síntomas de crisis en la ciencia contemporánea. Caracas: Universidad Central de Venezuela, 1954.
- Examen de nuestra conciencia cultural. Caracas: Universidad Central de Venezuela, 1955.
- La enseñanza de la filosofía en Venezuela. Caracas: Universidad Central de Venezuela, 1955.
- Fenomenología del Conocimiento (Tesis Doctoral). Caracas: Universidad Central de Venezuela, 1956. Caracas: Equinoccio (Universidad Simón Bolívar), 1976.
- Universidad, ciencia y técnica. Caracas: Universidad Central de Venezuela, 1956.
- De las generaciones. Caracas: Imprenta Vargas, 1957.
- Universidad y humanismo. Caracas: Imprenta Vargas, 1957.
- El problema de América (Apuntes para una filosofía americana). Caracas: Universidad Central de Venezuela, 1957.
- Universidad, pueblo y saber. Caracas: Universidad Central de Venezuela, 1958.
- El problema de América. Caracas: Universidad Central de Venezuela, 1959. Caracas: Universidad Central de Venezuela, 1969. Caracas: Equinoccio (Universidad Simón Bolívar), 1992.
- La formación del profesorado universitario. Mérida: Universidad de Los Andes, 1959.
- Ontología del Conocimiento. Caracas: Universidad Central de Venezuela, 1960.
- El problema de la Nada en Kant. Madrid: Editorial Revista de Occidente, 1965. Caracas: Monte Ávila Editores Latinoamericana, 1992. (in German Pfüllingen: Verlag Günther Neske, 1974). In French (Paris: L’Harmattan, 2000).
- Del hombre y su alienación. Caracas: Instituto Nacional de Cultura y Bellas Artes, 1966. Caracas: Monte Ávila Editores, 1969.
- De la universidad y su teoría. Caracas: Universidad Central de Venezuela, 1967.
- Diagnóstico de la universidad. Caracas: Editorial Arte, 1968.
- Universität und Menschenbild. Dortmund: Departamento de Sociología de la Universidad de Münster, 1968.
- Sentidos y objetivos de la enseñanza superior. Caracas: Universidad Central de Venezuela, 1970.
- La crisis universitaria y nuestro tiempo. Caracas: Universidad Central de Venezuela, 1970.
- Hacia un nuevo humanismo. Caracas: Universidad Católica Andrés Bello, 1970.
- Arquetipos e ideales de la educación. Caracas: Universidad Simón Bolívar, 1971.
- La universidad y el futuro. Caracas: Universidad Simón Bolívar, 1972.
- La universidad en el mundo tecnológico. Caracas: Universidad Simón Bolívar, 1972.
- Técnica y humanismo. Caracas: Universidad Simón Bolívar, 1972.
- Examen de la universidad. Caracas: Universidad Simón Bolívar, 1973.
- Esbozo de una crítica de la razón técnica. Caracas: Equinoccio (Universidad Simón Bolívar), 1974.
- Mensaje del rector a la primera promoción. Caracas: Universidad Simón Bolívar, 1974.
- La pregunta por el hombre. Caracas: Universidad Simón Bolívar, 1974.
- Hombre y naturaleza. Caracas: Universidad Simón Bolívar, 1975.
- Misión de la universidad latinoamericana. Caracas: Universidad Simón Bolívar, 1976.
- Latinoamérica en la encrucijada de la técnica. Caracas: Universidad Simón Bolívar, 1976.
- ¿Es el poder del hombre i-limitado? Caracas: Universidad Simón Bolívar, 1977.
- Técnica y libertad. Caracas: Universidad Simón Bolívar, 1978.
- Democracia y tecnocracia. Caracas: Universidad Simón Bolívar, 1979.
- El dominio del poder. Barcelona: Ariel, 1982. San Juan de Puerto Rico: Universidad de Puerto Rico, 1999.
- Ratio Technica. Caracas: Monte Ávila Editores, 1983.
- El ocaso de las universidades. Caracas: Monte Ávila Editores, 1984. Caracas: Monte Ávila Editores, 1991. Caracas: Universidad Simón Bolívar/Cátedra Unesco de Filosofía, 2001. In Italian (Naples: Istituto per gli Studi Filosofici, 1996).
- El sueño del futuro. Caracas: Editorial Ateneo de Caracas, 1984. Caracas: Equinoccio (Universidad Simón Bolívar), 1989. Caracas: Equinoccio (Universidad Simón Bolívar), 1993.
- Pasión y rigor de una utopía. Caracas: Equinoccio (Universidad Simón Bolívar), 1989. Caracas: Equinoccio (Universidad Simón Bolívar), 2000.
- Fundamentos de la meta-técnica. Caracas: Monte Ávila Editores, 1990. Barcelona: Gedisa, 1993. In Italian Naples: Istituto per gli Studi Filosofici, 1994. In French Paris: L’Harmattan, 1997. In German Berlin: Verlag Peter Lang, 2002. In Portuguese Lisboa: Edições Colibri, 2004.
- Abismo y caos. Caracas: Universidad Simón Bolívar, 1991.
- Invitación al pensar del siglo XXI. Caracas: Monte Ávila Editores Latinoamericana, 1998.
- Travesías del pensar. Caracas: IESALC-URSHLAC/Cátedra UNESCO de Filosofía, 1999.
- The Foundations Of Meta-technics, Translated by Carl Mitcham, University Press of America, 2004. ISBN 0-7618-2905-9

La Fundación Ernesto Mayz Vallenilla además es depositaria de varios de sus trabajos entre los cuales se encuentran 3 obras inéditas, incluyendo su diario de "Apuntes y notas" que comenzó a escribir en el año 1950 y el cual sobre pasa las 12.000 páginas; Su archivo de carpetas que consta de 576 títulos, el cual mantiene diferentes conferencias, artículos, declaraciones de prensa y las guías de sus cursos universitarios; Y un epistolario el cual se encuentra en proceso de clasificación.